# ホン・ヘジョン
ホン・ヘジョン（朝: 홍혜정、8月18日 - ）は大韓民国の女性声優。
1982年から韓国MBC（文化放送声優劇会）に所属している。MBC8期。現在はMBCの専属契約を離れ、フリーランスとして活動。

## 出演作品
※太字は主役・ヒロイン・メインキャラクター。

### アニメ

#### 日本作品の吹き替え
- 妖術少女（ミラクル☆ガールズ、MBC放送版）（マリエ）
- グリム名作劇場(MBC放送版)
- 明日は野球王(侍ジャイアンツ、MBC放送版)

#### 米国作品の吹き替え
- 風のソニック（アドベンチャーズ・オブ・ソニック・ザ・ヘッジホッグ、MBC放送版）(テイルズ)

### 映画の吹き替え
- 血色清晨(MBC放送版) - 李紅杏（コン・リー）
- セント・エルモス・ファイアー（SBS放送版） -ウェンディ・ビーミッシュ(メア・ウィニンガム)
- 愛の妙薬(SBS放送版)